# Херсонский яхт-клуб
Херсонский яхт-клуб — яхт-клуб, расположенный на стрелке Карантинного острова, на берегу Днепра в Херсоне. Открыт в 1908 году.

## История
Первым председателем яхт-клуба в начале XX века был избран князь Александр Дмитриевич Максутов. Строительство здание велось благодаря финансовой помощи местного помещика П. И. Соколова. Среди почётных членов были херсонский губернатор Н. А. Гревениц, ставший почётным командором клуба. Также почётными членами были иркутский губернатор Ф. А. Бантыш, ранее возглавлявший Херсонскую губернию; городской голова Херсона Н. И. Блажков, морской министр И. К. Григорович. Ежегодно клуб устраивал несколько гонок. В качестве призов участники получали художественные жетоны из серебра, на которых цветной эмалью и золотом изображались шлюпки с гребцами и знаком Херсонского яхт-клуба. С 1914 года победителям вручали переходящий кубок Морского министерства Российской империи.
Численность клуба интенсивно росла до Первой мировой войны: с 56 в 1911-м до 88 в 1915 году. Часть судов принадлежала учебным заведениям Херсона, слушатели которых обучались в яхт-клубе морскому делу.
После революции 1917 года яхт-клуб не работал, а возобновил свою деятельность только летом 1926 года, владея пятью яхтами и несколькими лодками. С 1932 года яхт-клуб принадлежал Обществу спасания на водах и имел две яхты. После Великой Отечественной войны яхт-клуб перешел под управление судостроительному заводу, а в 1952 году был передан областному комитету физкультуры и реорганизован в областную водно-спортивную станцию. В 1960 году, в связи с увеличившимся движением судов в этом районе, был поставлен вопрос о переносе станции в Гидропарк.
С 1970 года было получено разрешение на массовое строительство яхт международного класса и спортивных лодок. В здании яхт-клуба разместился Херсонский завод спортивного инвентаря.

## Архитектура
В архитектуре здания яхт-клуба достаточно органично сочетаются кирпичная кладка и ажурные деревянные детали. Выносные карнизы, навесы и беседки придают зданию определённую южнороссийскую лёгкость, а высокий цоколь обеспечивает защиту здания от весенних паводков. Со смотровой площадки башни клуба открывался вид на плавни и на Херсон. С этой точки были сфотографированы многие известные панорамы города.
Архитектором выступил местный инженер Е. П. Бутми-де-Кацман. Он безвозмездно разработал проект, за что был избран почётным членом клуба.